# ليوناردو جودوي
ليوناردو جودوي (بالإسبانية: Leonardo Godoy)‏ (28 أبريل 1995 بكونكورديا، انتري ريوس في الأرجنتين - ) هو لاعب كرة قدم أرجنتيني في مركز الدفاع.

## روابط خارجية
- ليوناردو جودوي على موقع قاعدة بيانات كرة القدم.إي يو (الإنجليزية)
- ليوناردو جودوي على موقع Soccerway.com (الإنجليزية)